# 儒生
儒生，在上古时代是专门职业人才，从事国家祭祀的礼仪，也就是祭司。他们世代相传，将古老的典章制度、历史记录保留下来。到孔子的时候，集历代之大成，整理了易经、尚书、礼乐、诗经、春秋五大经典，也称“五经”。狹义儒生指信奉这些儒家经典的人。《论衡·超奇》:“能说一经者为儒生。” 广义儒生指精通经典和知识渊博的读书人。

## 老師沿革
中国君主从汉朝武帝开始，开始重用儒生作为治理国家的文官体系人才，而儒生也把治理国家当作实现其自我价值的主要信条，最高目標為「位極人臣」，即當宰相。《礼记·大学》：“物格而后知至，知至而后意诚，意诚而后心正，心正而后身修，身修而后家齐，家齐而后国治，国治而后天下平。 ”隋朝创立了招聘政府文官的科举制度，以儒家经典作为考题依据，并设立不同阶段的“学位”：秀才、举人、进士等。李朝威《柳毅传》：“仪凤中，有儒生柳毅者，应举下第。”从此儒生有了明显的身份标志。
儒生是古代中国官僚集团主要成分，对中国古代历史发生了深远影响。在历史上，儒家「舍身取义」信念吸引了一批优秀社会精英；而另一方面因为科举制度的实行，做儒生可以升官发财，也吸引了一批逐利之徒，令儒生群体严重腐败。清朝作家吴敬梓著的《儒林外史》就是讽刺清代儒生迷恋做官的长篇小说。
在秦始皇時期，儒生和方士大量被屠殺史稱坑儒。

## 另見
- 文人
- 士大夫